# 原枝蔓藓
原枝蔓藓（学名：Meteorium buchananii）为蔓藓科蔓藓属下的一个种。